# اوراگا (کاناگاوا)

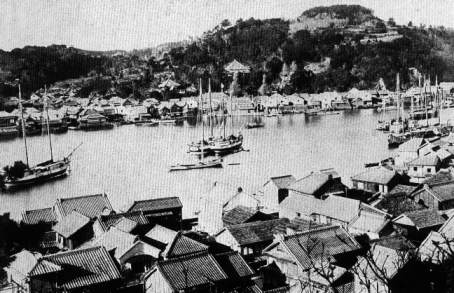
بندر اوراگا حدود سال ۱۸۹۰

اوراگا، کاناگاوا (انگلیسی: Uraga, Kanagawa) یکی از تقسیمات یوکوسوکا، کاناگاوا، در استان کاناگاوا، در ژاپن است. اوراگا در جنوب شرقی شبه‌جزیره میئورا واقع شده‌است.